# Marinič
Marinič je priimek več znanih Slovencev:
- Alenka Marinič (*1983), klovnesa, komičarka, voditeljica (kolektiv Narobov; Kaj dogaja?)
- Božidar (Boško) Marinič (1921—2009), košarkar, trener, športni delavec
- Branko Marinič (*1956), politik
- Enej Marinič, judiost
- Fran Marinič (1889—1945), dr. (zdravnik?)
- Jože Marinič, fotograf (član Fotokluba Maribor)
- Katarina Marinič (1899—2010), stoletnica, dotlej najstarejša prebivalka Slovenije
- Rafko Marinič (*1968), atlet
- Štefan Marinič (1815—1885), rimskokatoliški duhovnik, pridigar
- Vera Cunder (r. Marinič) (1925—1988), zdravnica